# Kinhin
 (août 2015).
Si vous disposez d'ouvrages ou d'articles de référence ou si vous connaissez des sites web de qualité traitant du thème abordé ici, merci de compléter l'article en donnant les références utiles à sa vérifiabilité et en les liant à la section « Notes et références ».

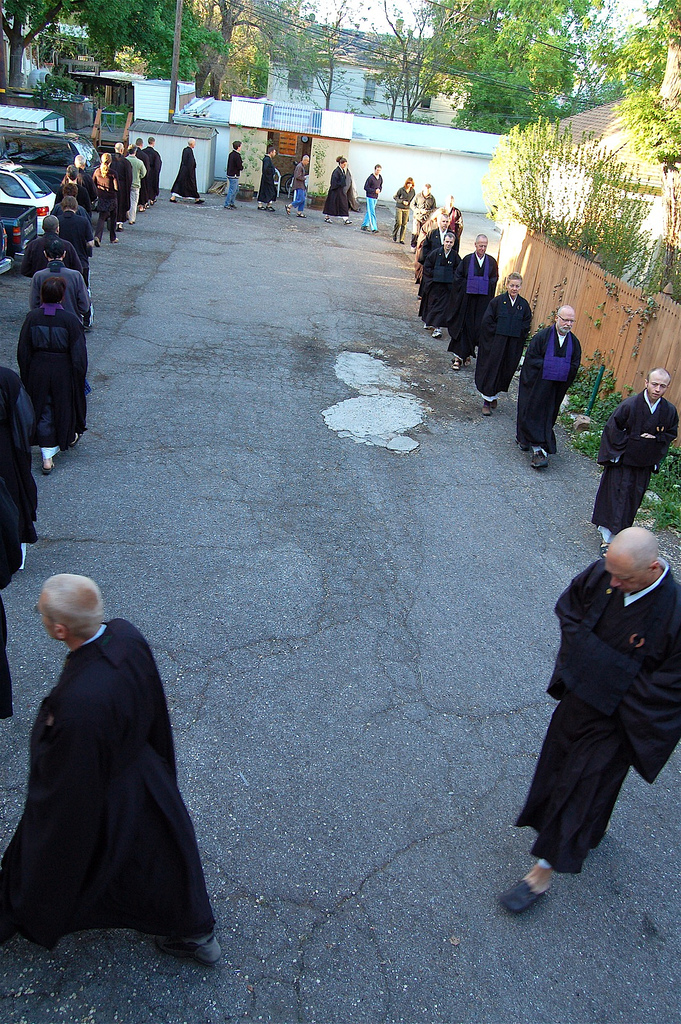
Kinhin à Salt Lake City aux É.U.A.

Kinhin (經行; japonais: kinhin ou kyōgyō, chinois : jingxing) est un terme du bouddhisme Zen et Chan qui désigne la méditation en marchant pratiquée entre les périodes de zazen.

## La pratique de kinhin
La vitesse de la marche diffère entre l'école Sōtō, où elle est très lente, et Rinzaï, où elle est rapide. 
Les pratiquants marchent autour de la pièce, dans le sens horaire, en tenant leurs mains en shashu (叉手) : le poing gauche fermé enserre le pouce, la main droite couvre le poing gauche. L’annulaire et le petit doigt de la main gauche doivent être serrés. Les poignets sont légèrement cassés mais souples. Sur l'expiration, on pousse les deux mains l'une contre l'autre, tandis que la racine du pouce de la main gauche appuie sur le plexus solaire. Les paumes de mains sont face au sol, les avant-bras sont tenus à l’horizontale. 
Chaque pas, de la longueur d'un demi-pied, est effectué après une respiration complète, ce qui donne une impression de course de lenteur. Le commencement de kinhin est annoncé par deux coups de cloche (kinhinsho), la fin par un seul coup (chukaisho 抽解鐘 « le carillon à s'en retirer »). On commence par le pied droit. Sur l'expiration, on pousse le sol avec la jambe avant ferme et tendue et la jambe arrière décontractée. Le talon de la jambe arrière reste au sol ou presque: on dit qu'une fourmi peut passer dessous. Plus on avance dans l'expiration, plus le poids du corps se porte sur la jambe avant, et particulièrement sur la racine du gros orteil. À la fin de l'expiration, on relâche les tensions, on inspire spontanément et la jambe arrière passe devant.  

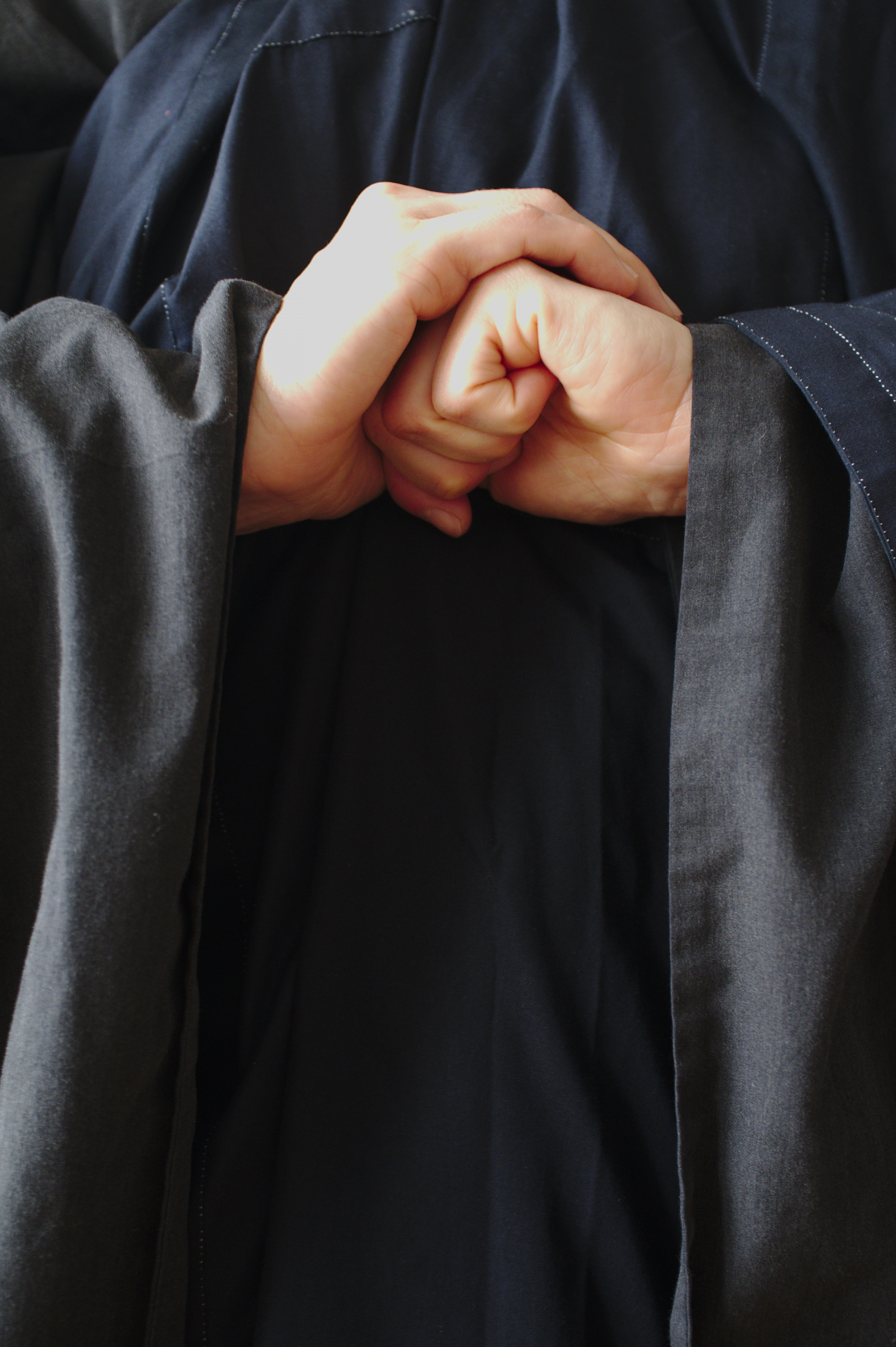
Posture des mains en kinhin

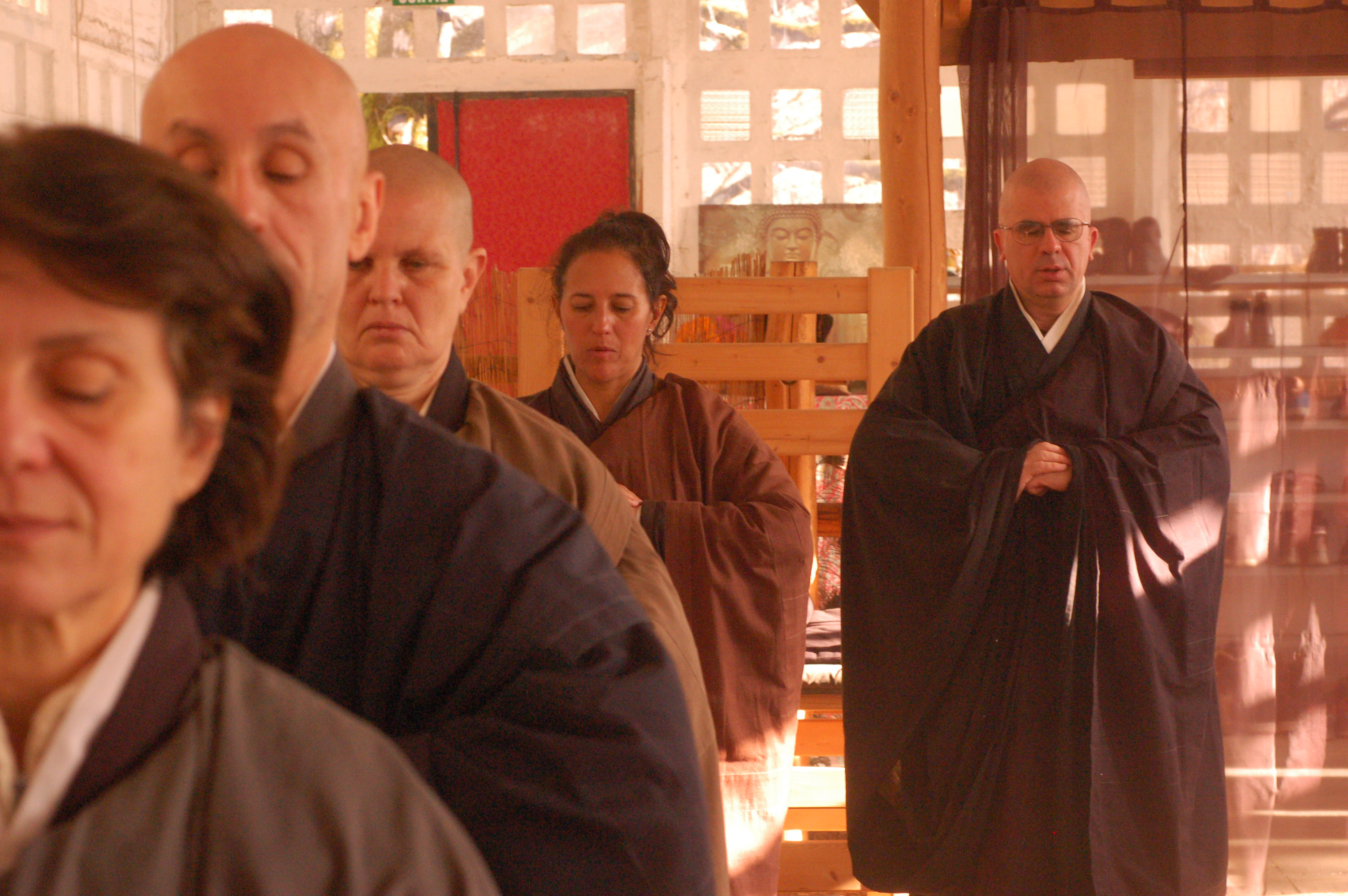
Pratique de kinhin dans un dojo zen

Kinhin, c'est le zen dans l'action. Le menton est rentré comme en zazen, la colonne droite. On pousse le ciel avec le sommet du crâne. Les épaules sont détendues. Le regard porte à environ trois mètres. Kodo Sawaki, le maître de Taisen Deshimaru, a dit que « le kinhin est la source de tous les pouvoirs magiques ». C'est lui qui avait relancé au Japon cette antique pratique plus ou moins tombée en désuétude dans le zen Soto.
Le mot Kin hin vient des Kanjis kin (経 ‘œuvres classiques’) ou kyō (教 ‘enseignements dharmiques’), suivi par hin/gyō (行 ‘marche’). Littéralement cela signifie « marcher selon les œuvres/enseignements ». On peut les traduire aussi comme la « marche méditative » ou la « méditation marchée ». Dans son Dictionnaire du bouddhisme, Philippe Cornu précise que « ce terme signifierait soit "marche du sutra", allusion à une pratique qui consistait à scander un sutra en marchant, soit "marche de la navette d'un métier à tisser" ce qui renvoie au mouvement en navette de la marche de kinhin »

### Sources
- Les dialogues de Dôgen en Chine  (Édités et traduits par Frédéric Girard), Genève, Librairie Droz, coll. « Rayon Histoire », 2016, 752 p. (ISBN 978-2-600-01903-3), p. 433 + 442 + 454-455 (+ commentaire, p. 481).

### Études
- (en) David E. Riggs, « Meditation in Motion: Textual Exegesis in the Creation of Ritual », dans Steven Heine & Dale S. Wright (Eds), Zen Ritual : Studies of Zen Buddhist Theory in Practice, Oxford, Oxford University Press, 2008, 352 p. (ISBN 978-0-195-30468-8, lire en ligne), p. 223-259.Présente aussi la traduction des textes de Menzan, Kinhinki et Kinhinmonge
- Isshô Fujita, « Kinhin, la méditation marchée », sur zen-occidental.net, s.d. (consulté le 20 mai 2020)